# Сливиньский, Ярослав
Ярослав Сливиньский (пол. Jarosław Śliwiński, род. 28 февраля 1939, Mirocin, Подкарпатское воеводство) — польский политик и профсоюзный деятель, оппозиционер времён Польской Народной Республики. 

## Биография
Сын Петра и Юзефы. Окончил профессионально-техническое училище в Сьцинаве (1956) и механический техникум в Еленя-Гуре (1966). В 1959–1961 годах проходил срочную военную службу, работал токарем и заведующим складом на Турувской буроугольной шахте. После 1978 года он вернулся на малую родину и начал управлять семейной фермой недалеко от Пшеворска. В январе и феврале 1981 года он участвовал в забастовке в Устшицах и Жешуве и был одним из организаторов протестов, связанных с регистрацией сельскохозяйственного профсоюза. В марте 1981 года он участвовал в так называемом Объединительном съезде сельских кружков «Солидарность» в Познани. Он стал главой Независимого и самоуправляемого профсоюза фермеров «Солидарность» в Мирочине, также был членом муниципальных органов власти и возглавлял воеводскую ревизионную комиссию. После введения военного положения он занимался распространением подпольной прессы, неоднократно подвергался задержаниям и допросам, находился под наблюдением Службы безопасности. С 1984 по 1989 год он работал агентом на заправочной станции. В 1988 году он стал одним из организаторов сбора продовольствия для бастующих шахтёров и сталелитейщиков, а также принимал участие в местной пастырской опеке фермеров.
После 1989 года он участвовал в возрождении Польской народной партии (Миколайчиковской) и занял должность председателя партии в Перемышльском воеводстве. Он был противником возрождения Независимого фермерского профсоюза «Солидарность». На парламентских выборах 1991 года баллотировался в Сейм по списку ПСЛ-ПЛ. На выборах 1993 года он возглавил список Перемышльского округа Беспартийного блока в поддержку реформ. Он также баллотировался в Сейм в 2001 году по списку Лиги польских семей, а в 2005 году был лидером кросненского списка партии «Родной дом». На местных выборах 2002 года в качестве кандидата по списку Лиги польских семей был избран депутатом Скупщины Подкарпатского воеводства. Он вышел на пенсию в 2004 году. В 2018 году он баллотировался в сеймик Подкарпатского воеводства по списку партии «Вольные и Солидарные».

## Награды
Награждён Рыцарским крестом ордена Возрождения Польши (2009) и Крестом Свободы и Солидарности (2016).